# Liste von Sportkletterern
Diese Liste enthält Vertreter des modernen Sportkletterns und des Boulderns. Da viele Kletterer sowohl als Sportkletterer als auch alpin tätig sind, ergeben sich zwangsläufig Überschneidungen mit der Liste berühmter Bergsteiger, wie z. B. bei Thomas und Alexander Huber, die als Höhen- und Expeditionsbergsteiger wie auch als Sportkletterer berühmt wurden. Kletterer, die ihren sportlichen Höhepunkt noch vor Entstehen des modernen Sportklettergedankens hatten, wie z. B. Hermann Buhl oder Walter Bonatti, werden hier nicht aufgelistet.
Die Einträge sind chronologisch nach dem Geburtsjahr und dann, bei Geburtsjahrgleichheit, alphabetisch nach dem Familiennamen geordnet.

## Männer

### Geboren vor 1950

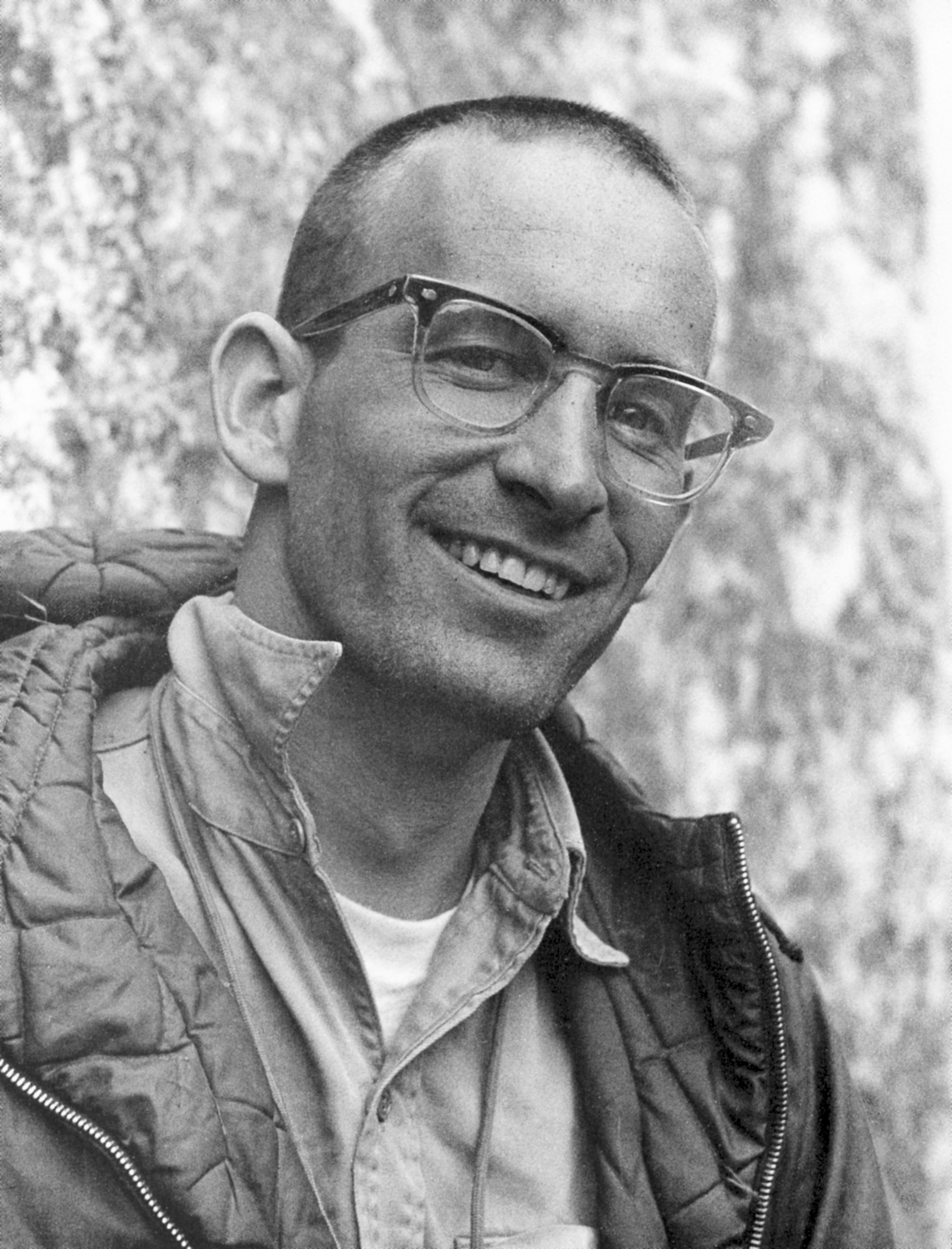
Royal Robbins, Erstbegeher von Salathé Wall am El Capitan (1961).

- Oskar Bühler (1911–2001)  – Entwickler des Bühlerhakens; Erstbegehungen bis VI+ (Seifertriss, 1929); ausgezeichnet mit Bundesverdienstkreuz am Bande (1988).
- Warren Harding (1924–2002)  – Pionier des Bigwall-Kletterns; u.a Erstbegehung von The Nose am El Capitan zusammen mit Wayne Merry, George Whitmore und Rich Calderwood (1958).
- Gary Hemming (1934–1969)  – Erstbegehung der Route „Amerikanische Direkte“ an der Dru-Westwand (mit Royal Robbins); auch bekannt als der beatnik des cimes.
- Fritz Eske (1935–1967)  – Erstbegeher der weltweit wohl ersten VIII–-Route, Königshangel, 1965 (IXa).
- Herbert Richter (* 1935)  – Erstbegehungen bis in die Grade IXa bzw. VI+.
- Royal Robbins (1935–2017)  – Pionier des Bigwall-Kletterns, u. a. Erstbegehung von Salathé Wall am El Capitan (1961); erste Wiederholung von The Nose (1960) und Muir Wall (1968).
- John Gill (* 1937)  – geistiger Vater des Boulderns in den USA; Erstbegehungen bis 7C (V9); Erfinder der B-Skala.
- Ray Jardine (* 1944)  – Erstbegehung einer der ersten 8a-Routen, Phoenix (5.13a, 1977); gilt als Erfinder des Klemmgeräts Friend.
- Reinhard Karl (1946–1982)  – Freikletterpionier; zwischenzeitlich schnellste Begehung der Eiger-Nordwand (1969 in 1½ Tagen); Erstbegehung der ersten offiziellen VII-Route, Pumprisse (1977); erster Deutscher auf dem Mount Everest (1978).
- Bernd Arnold (* 1947)  – Routen bis Xc (z. B. Rokokoturm) bzw. IX (z. B. Royal Flash); klettert meist barfuß.
- Wojciech Kurtyka (* 1947)  – alpine Sportklettereien, u. a. Shock the Monkey (8a/a+, 1993); Auszeichnung mit dem Piolet d’Or (2016).
- Albert Precht (1947–2015)  – mehrere hundert Erstbegehungen am Hochkönig, viele davon free solo.
- Matthias Gäbler (1949–2009)  – Erstbegehungen bis zum Schwierigkeitsgrad IXc, darunter Weiße Rauch am Freien Turm und die Südwandroute am Kreuzturm in Affensteinen.

### Geboren 1950 bis 1959

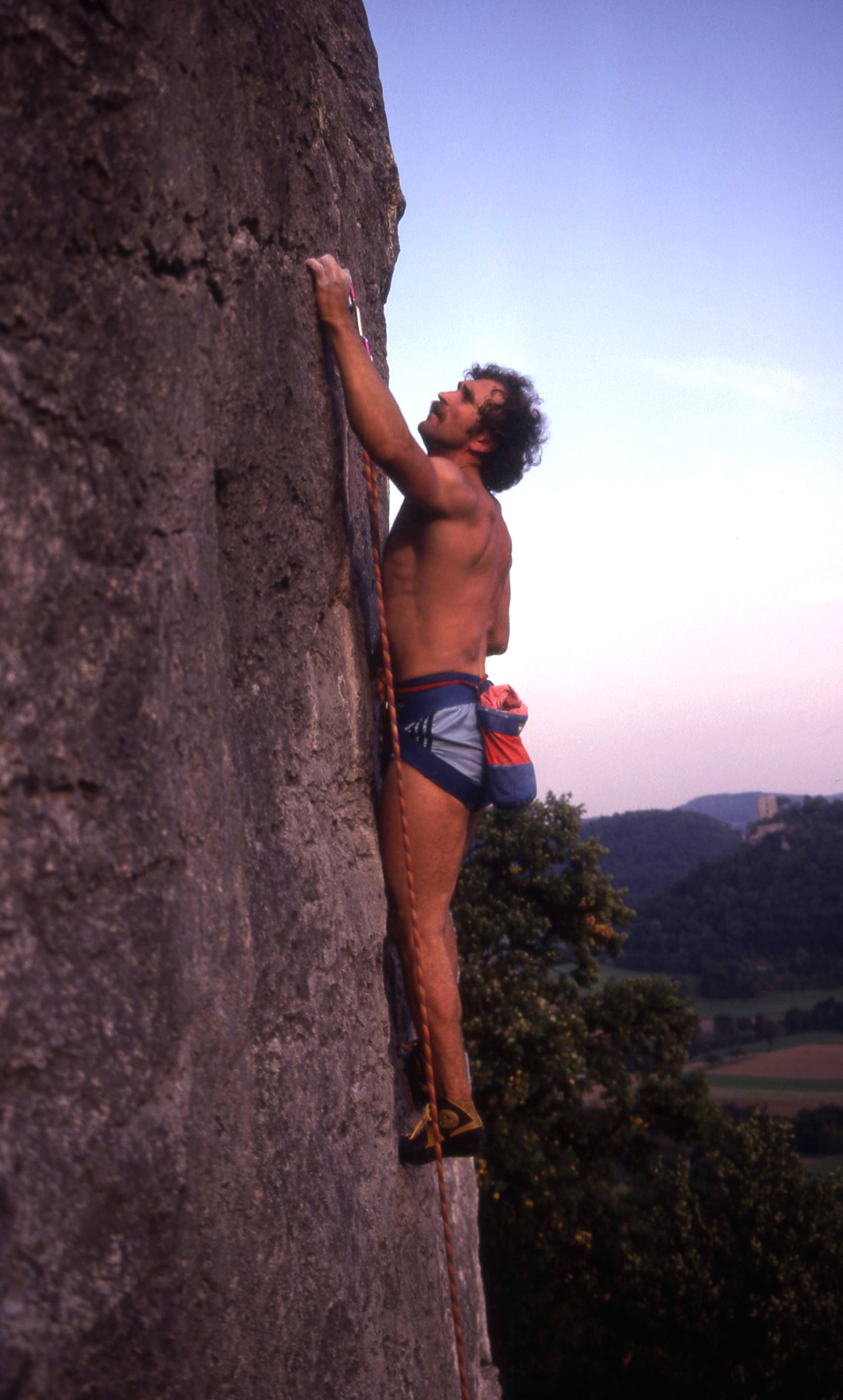
Kurt Albert, Namensgeber des Rotpunkt-Kletterns.

- Jürg von Känel (1951–2005)  – Erstbegehungen bis zum Grad 8c (5.14b); prägte den Begriff «Plaisir-Klettern».
- Helmut Kiene (* 1952)  – Eröffnete 1977 zusammen mit Reinhard Karl die Pumprisse, erste Sportkletterroute im offiziellen VII. Grad in den Alpen.
- Wolfgang «Flipper» Fietz (* 1953)  – Boulder bis zum Grad 7B+, u. a. England grüßt Falkland.
- Kurt Albert (1954–2010)  – Namensgeber des Rotpunkt-Kletterns (ca. 1975); Erstbegehungen bis in den IX. Grad (Magnet, Richard-Wagner-Fels, 1982); Alpinrouten bis IX+/A1 (Moby Dick, Suikkassuaq (Ulamertorsuaq) in Grönland, 1994).
- Ron Fawcett (* 1955)  – Erstbegehungen zahlreicher Trad-Routen, darunter Master's Edge (E7 6b) im Peak District.
- Heinz Mariacher (* 1955)  – Erst- und Solobegehungen bis zum Grad 8b+ bzw. IX-/IX; Erschließung des Sportklettergebietes Arco.
- Jaques «Jacky» Godoffe (* 1956)  – Boulder bis 8B (V13), u. a. C'était Demain (8A, 1984) und Fat Man (8B, 1993) in Fontainebleau.
- Darshano L. Rieser (* 1956)  – über 200 Erstbegehungen bis zum Schwierigkeitsgrad X−.

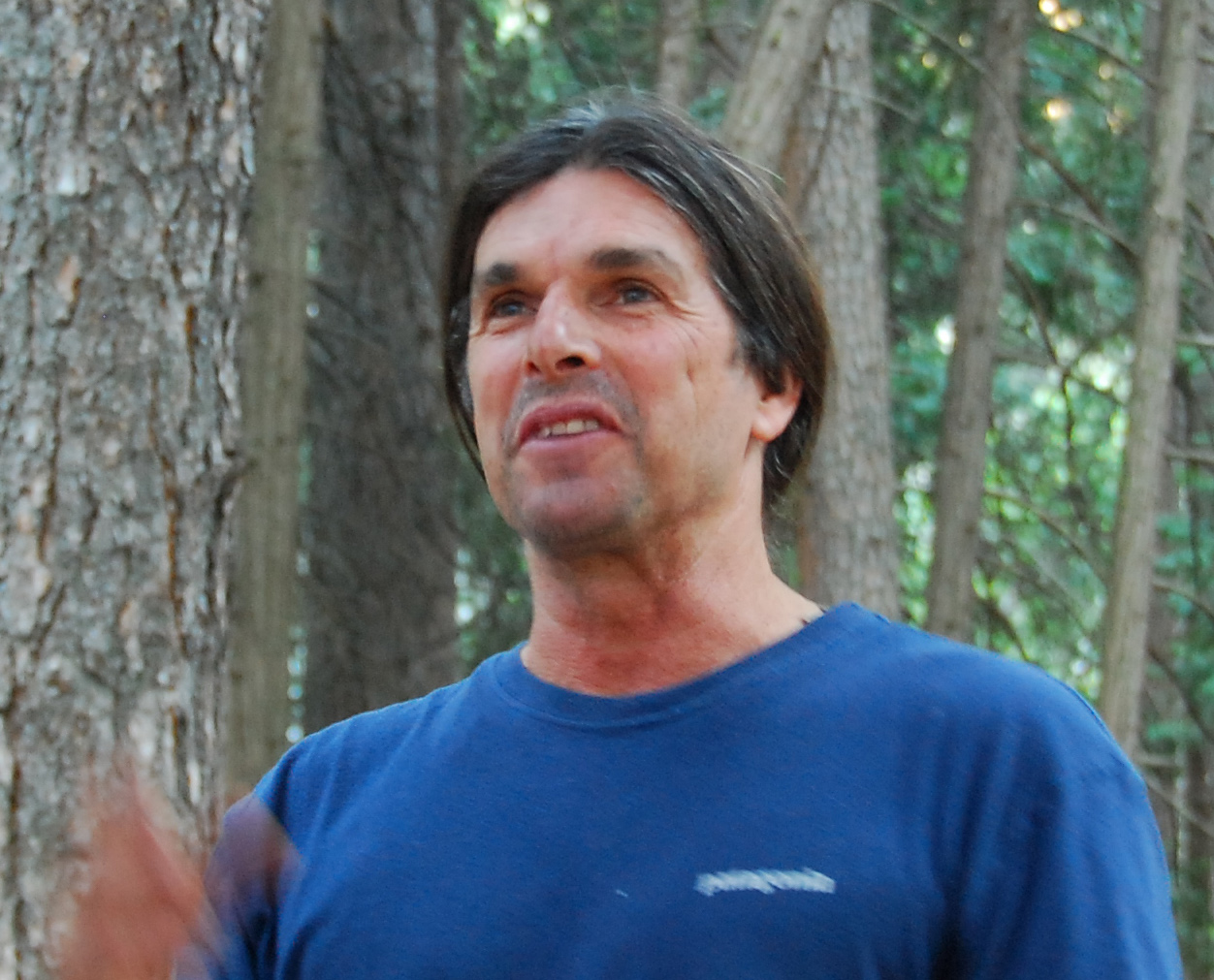
Ron Kauk, Erstbegeher von Separate Reality und Midnight Lightning (beide 1978).

- John Bachar (1957–2009)  – Zahlreiche Erstbegehungen, u. a. Free-Solo-Begehung von Butterballs (5.11c), Enterprise (5.12b) und The Gift (5.12c); Erfinder der Bachar-Leiter.
- Patrick Berhault (1957–2004)  – Zahlreiche Erstbegehungen, u. a. La Haine (7c+, 1980) und Toit d’Auguste (8b+, 1987).
- Walter Britschgi (* 1957)  – Prominenter Vertreter des Plaisiergedankens; Entwicklung des Sicherheitskonzepts 3-Bein-Logik.
- Reinhard Schiestl (1957–1995)  – Erstbegehung der ersten Alpinroute im Grad VIII-, Mephisto (1979); Solobegehung der Piz-Badile-Nordwand in 1:20 h (1984); Erschließungen bis in den IX. Grad im Ötztal.
- Ron Kauk, Erstbegeher von Separate Reality und Midnight Lightning (beide 1978).Ron Kauk (* 1957)  – Zahlreiche Erstbegehungen, u. a. von Separate Reality (5.11d, 1978), Midnight Lightning (V8, 1978), Crossroads (5.13d, 1990) und Magic Line (5.14b, 1997).
- Todd Skinner (1958–2006)  – Erste freie Begehung der Salathé Wall am El Capitan mit Paul Piana (5.13b, 1988); Routen bis 8b+/5.14a (Lizzy Beams Desire, 1989)
- Heinz Zak (* 1958)  – Erstbegehungen bis zum X. Grad; zweite Free-Solo-Begehung von Separate Reality (2005).
- Maurizio «Manolo» Zanolla (* 1958)  – Kletterpionier in Italien; Routen bis 9a+ (Bimbaluna, 2008).
- Beat Kammerlander (* 1959)  – Erschließer und Erstbegeher von Unendliche Geschichte (1992, erste alpine Felsroute im Schwierigkeitsgrad X+) und Silbergeier (1994, X).
- Tadej Slabe (* 1959)  – Erstbegehung der 8c+-Route Za staro kolo in majhnega psa (1992).

### Geboren 1960 bis 1969

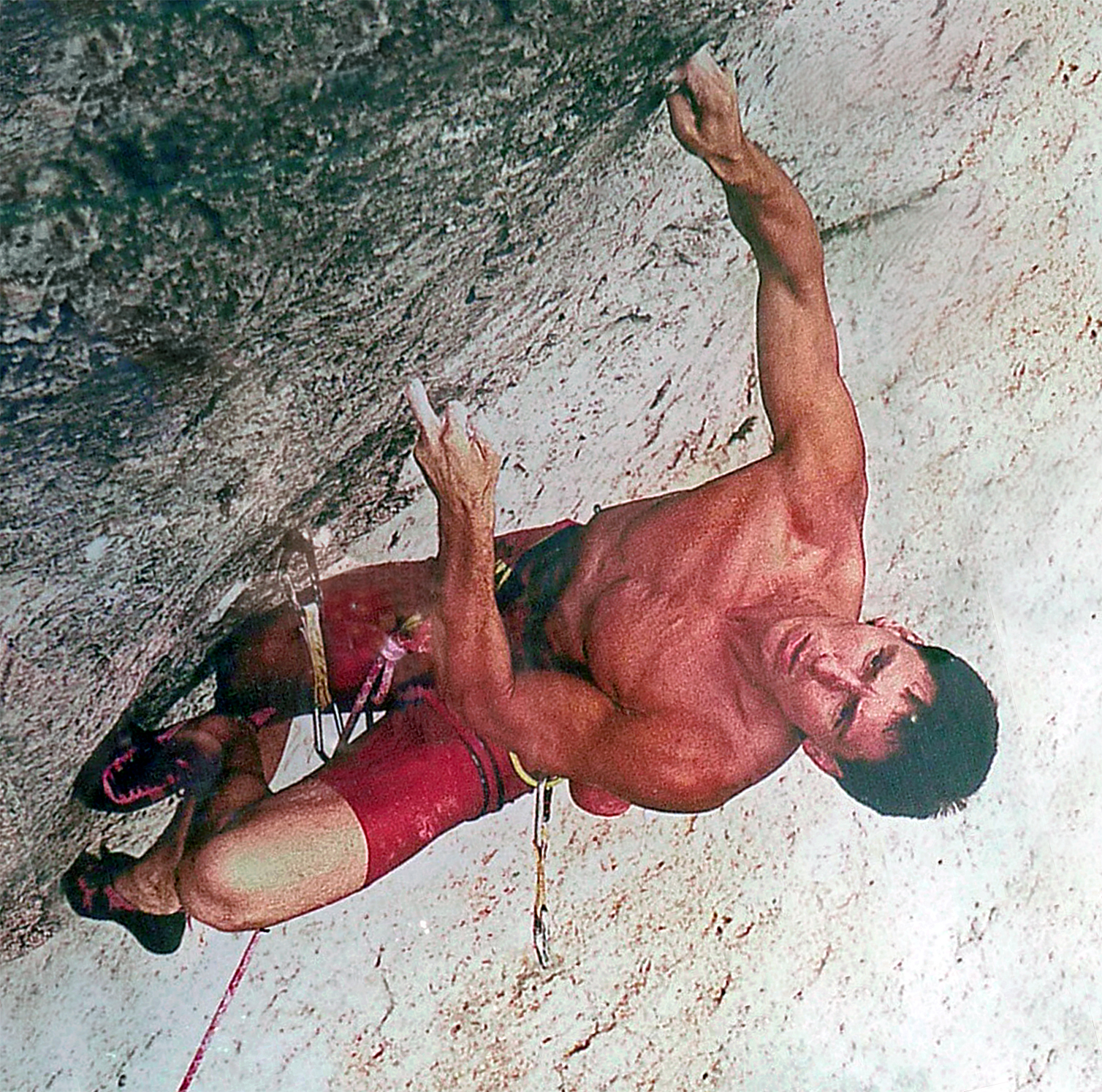
Wolfgang Güllich, Erstbegeher der Action Directe (XI, 1991).

- Patrick Edlinger (1960–2012)  – Erschließer des Klettergebiets Céüse.
- Wolfgang Güllich (1960–1992)  – Eröffnete die weltweit jeweils erste Route in den Graden X (Kanal im Rücken, 1984), X+ (Punks in the Gym, 1985), XI− (Wallstreet, 1987) und XI (Action Directe, 1991); erste Free-Solo-Begehung von Separate Reality (1986); Entwickler des Campusboards.
- Tony Yaniro (* 1960)  – Erstbegeher der weltweit ersten Route im Schwierigkeitsgrad 8a (5.13a) (Grand Illusion, 1979).
- Milan Sykora (* 1961)  – Erschließer einiger der bedeutendsten deutschen Kletterrouten (u. a. Action Directe, erstbegangen von Wolfgang Güllich, The Man That Follows Hell, erstbegangen von Markus Bock).
- Jean Baptiste Tribout (* 1961)  – Zahlreiche Erstbegehungen bis zum Schwierigkeitsgrad 8c+ (5.14c).
- Alain Robert (* 1962)  – Freikletterer; bekannt durch Hochhausbegehungen.
- Jerry Moffatt (* 1963)  – Eröffnete 1983 mit The Face die weltweit erste Route im X. Grad.
- Dan Osman (1963–1998)  – Frei- und Speedkletterer; kletterte u. a. den ca. 122 m hohen Bears Reach in Lover’s Leap in 4:25 Minuten (1997).
- Hans Florine (* 1964)  – Frei- und Speedkletterer; zusammen mit Alex Honnold in 2:23:46 ehemaliger Speedrekordhalter für eine Begehung von The Nose am El Capitan auf (2012–2017); Weltmeister im Speedklettern 1991.Jerry Moffatt, Erstbegeher von The Face (X, 1983).

Jerry Moffatt, Erstbegeher von The Face (X, 1983).

- Andrea Gallo (* 1964)  – Hunderte Erstbegehungen bis zum Grad 8b+ (5.14a) durch.
- Stefan Glowacz (* 1965)  – Sieger des Rockmasters im Lead (1987, 1988, 1992); Vizeweltmeister im Lead (1993); Erstbegehung der X+-Route Des Kaisers neue Kleider (1994).
- Antoine Le Menestrel (* 1965)  – Erstbegehung von La Rose et le Vampire (8b/5.13d); Free-Solo-Begehungen bis zum Grad 8a (5.13b), darunter Revelation (1985).
- Simon Nadin (* 1965)  – Zahlreiche Trad-Erstbegehungen im Peak-District-Nationalpark; erster Weltcupgesamtsieger (1989).
- Reinhold Scherer (* 1965)  – Erschließer mehrerer Sportklettergebiete; Erstbegehungen bis zum Schwierigkeitsgrad 8c (5.14b) (u. a. Dschungelfieber und La Pietra Murata); österreichischer Bundestrainer.
- Ben Moon (* 1966)  – Erstbegehung der weltweit ersten Route im Schwierigkeitsgrad 8c+ (5.14c), Hubble, 1990.
- Thomas Huber (* 1966)  – Erstbegehung der X-Route End of Silence (1994); zahlreiche extreme Routen am El Capitan; Expeditionen im Himalaya; ausgezeichnet mit dem Piolet d’Or.
- Eric Talmadge (* 1966)  – Erstbegehung der 9a-Route Shogun (5.14d).
- Andreas «Andi» Hofmann (* 1967)  – Erstbegehung zahlreicher Routen und Boulder bis 8B (V13) im Frankenjura.
- Marc Le Menestrel (* 1967)  – Erstbegehung der Routen Rêve de Papillon (8a/5.13a, 1983), Chouca (8a+/5.13c, 1985), Le Minimum (8b+/8c / 5.14a/b, 1986).

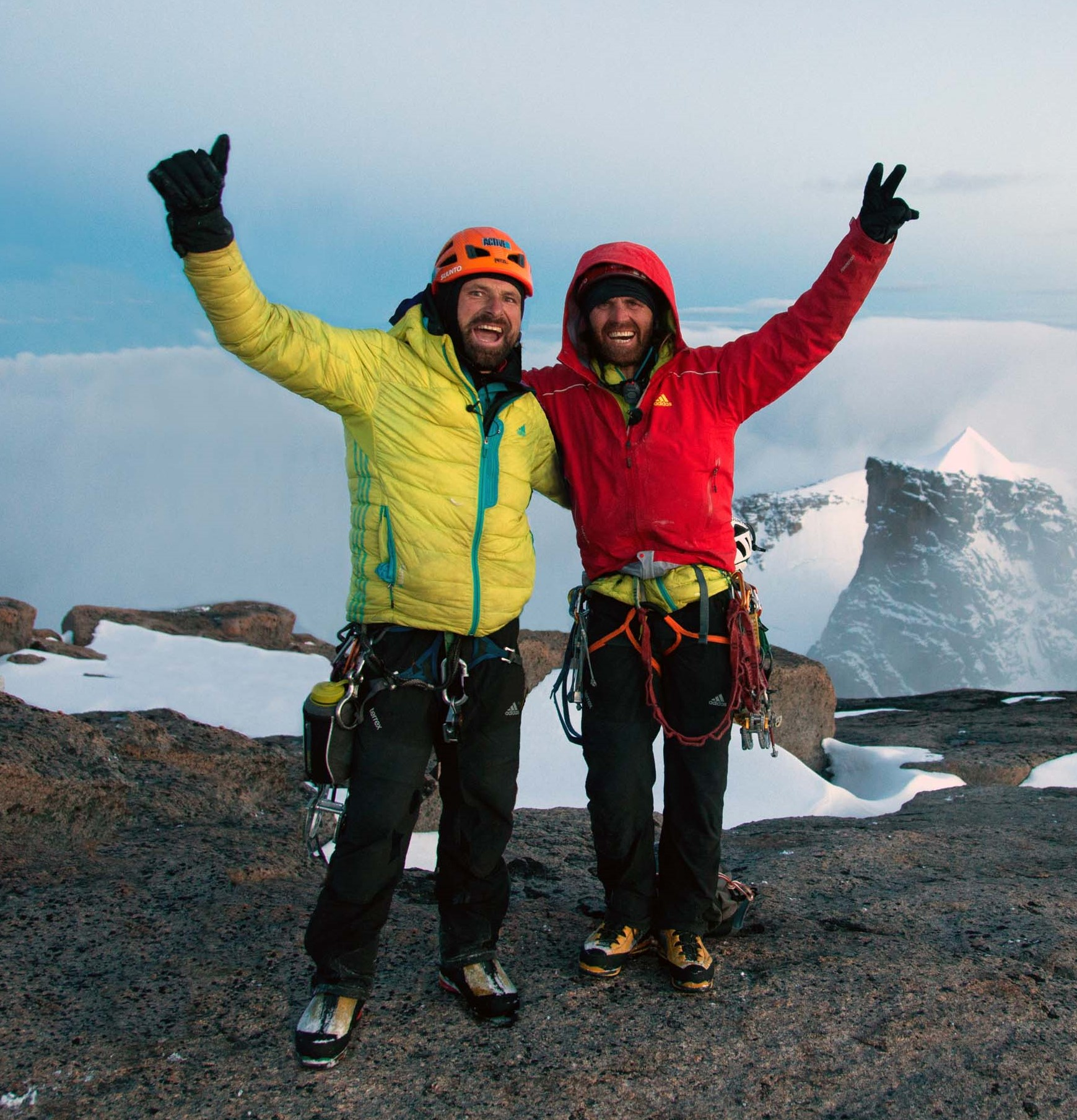
Alexander und Thomas Huber (2012).

- Alexander und Thomas Huber (2012).Salavat Rakhmetov (* 1967)  – Weltmeister im Bouldern (2005); Gesamtweltcupsieger im Bouldern (1998); Sieg beim Rockmaster im Bouldern (2001).
- Alexander Huber (* 1968)  – Erstbegehung der ersten 9a+-Route (5.15a) weltweit (1996), Open Air; Erstbegehung der XI-Route Om (die Zweite in diesem Grad, 1991); Erstbegehung der XI–-Alpinroute Bellavista (2001); Free-Solo-Begehungen von Kommunist (X+) am Schleierwasserfall und der Hasse-Brandler (VIII/VIII+) an der Großen Zinne.
- Alexander Adler (* 1968)  – Erste Wiederholung der XI-Route Action Directe; Erstbegehungen bis 8c+ (5.14c).
- Mauro «Bubu» Bole (* 1968)  – Schwierigste Klettereien im Mixed-Klettern, darunter The Empire Strike Back (M10+/M11).
- Gerhard Hörhager (* 1968)  – Wiederholung der XI–-Route The Face (1986); der 7b+-Route Midnight Lightning, der X/X1-Route Punks in the Gym; Erstbegehungen der beiden X+/XI–-Routen Wagnis Orange und Sogni di Gloria beide.
- Robert Jasper (* 1968)  – Durchsteigung der drei großen Nordwände von Eiger, Grandes Jorasses und Matterhorn (1991); Besteigung des Cerro Torre in der Rekordzeit von 16,5 Stunden.
- Guido Köstermeyer (* 1968)  – Erste Wiederholung von Wallstreet (XI−); WM-Dritter im Lead (1991); Deutscher Meister im Lead (1991); Erstbegehungen bis zum XI−/XI. Grad.
- Herbert Ranggetiner (* 1968)  – Erstbegehungen bis zum Grad 9a (5.14d); Free-Solo-Begehungen bis zum Grad 8b (5.13d).
- Stefan Fürst (* 1969)  – (Mit-)Erschließer von Klettergebieten (Sparchen und Schleierwasserfall); Erstbegehung der Route Il Picolo Orso (damals 8b+/5.14a, 1992; vom ersten Wiederholer Adam Ondra 2008 auf 8c+/5.14c aufgewertet).
- Yūji Hirayama (* 1969)  – Erste onsight-Begehung einer 8c-Route (5.14b), White Zombie (2004); Vizeweltmeister im Lead (1991, 1999); Asienmeister im Lead (2000, 2006).

### Geboren 1970 bis 1979
- François Legrand (* 1970)  – Weltmeister im Lead (1990, 1991, 1993, 1995); Europameister im Lead (1992); Gesamtweltcupsieger im Lead (1990, 1991, 1992, 1993, 1997); 15-facher Weltcupsieger; Gewinner des Rockmasters (1990, 1994, 1997, 1998); Routen bis zum Grad 9a (5.14d).
- Steve McClure (* 1970)  – Erstbegehung von Northern Lights (9a/5.14d); Erstbegehung von Overshadow (9a+/5.15a); dritter Wiederholer der Trad-Route Rhapsody (E11 7a (Britisch)).
- Fred Rouhling (* 1970)  – Bewertete 1995 die Route Akira mit dem damals für unrealistisch gehaltenen Grad 9b (5.15b), was eine Kontroverse auslöste, da bisher niemand über dem Grad 9a (5.14d) geklettert hatte – Seb Bouin bewertete die Route 2020 mit einem „harten 9a“; Routen bis 9a+ (5.15a, 2007); Boulder bis 8C (V15).
- François Lombard (* 1971)  – Gesamtweltcupsieger im Lead (1994); Sieg beim Rockmaster im Lead (1995).
- Fred Nicole (* 1971)  – Erstbegeher von Dreamtime, dem ersten 8C-Boulder (V15) der Welt.
- Harald Berger (1972–2006)  – Weltmeister im Eisklettern (2003, 2004, 2005); Begehung der Mixed-Route The Game (M13).
- Dean Potter (1972–2015)  – 3. Free-Solo-Begehung von Separate Reality (2006); ehemaliger Speedrekordhalter der Route The Nose (VI 5.11 A3) am El Capitan mit Sean Leary in 2:36,45 (2010–2012).
- Andreas Bindhammer (* 1973)  – Erstbegehung der 9a-Route KinematiX (5.14d); Deutscher Meister (2006); Wiederholung von La Rambla 9a+ (5.15a, 2007).
- Elie Chevieux (* 1973)  – Sieger des Rockmasters (1993); Weltmeister im Duell-Wettkampf (1997).
- Andreas Proft (* 1973)  – Free-Solo-Begehungen bis zum Schwierigkeitsgrad 8b (5.13d); klettert meist barfuß.
- Bernabé Fernández (* 1974)  – Erster Spanier im Schwierigkeitsgrad 8c+ (5.14c); vergab 2003 für seine Erstbegehung Chilam Balam den bis dahin nicht erreichten Schwierigkeitsgrad 9b+ (5.15c); die Begehung der Route wird von anderen Kletterern allerdings angezweifelt; die Route wurde 2011 von Adam Ondra auf 9b abgestuft (5.15b).
- Daniel «Dani» Andrada Jiménez (* 1975)  – Erstbegehung der 9b-Routen (5.15b) Ali-Hulk sit start extension (2007) und Delincuente Natural (2008); Haupterschließer spanischer Topklettergebiete.
- François Petit (* 1975)  – Weltmeister im Lead (1997); Weltcupgesamtsieger (1995, 1999); Erstbegeher von Bronx (8c+/5.14c).
- Christian Bindhammer (* 1976)  – Sieger beim Rockmaster im Lead (2001); achtfacher Deutscher Meister im Lead (1996–2003); Juniorenweltmeister im Lead (1995).
- Dai Koyamada (* 1976)  – Boulder bis 8c+ (V16), Routen bis 9b (5.15b).

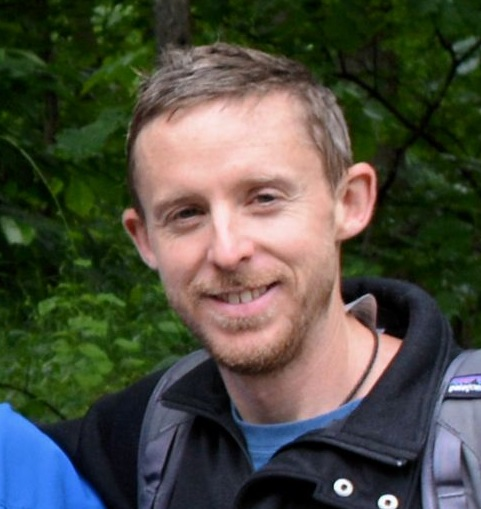
Tommy Caldwell, 2015.

- Tommy Caldwell, 2015.Ueli Steck (1976–2017)  – mehrere (ehemalige) Geschwindigkeitsrekorde: Grandes Jorasses Nordwand 2008, Eiger-Nordwand 2008 bis 2011, Matterhorn-Nordwand 2009.
- Iker Pou (* 1977)  – Routen bis 9a+ (5.15a), darunter dritte Begehung der Action Directe.
- Tommy Caldwell (* 1978)  – Überschreitung des Fitz-Roy-Massivs von Nord nach Süd mit Alex Honnold – The Fitz Traverse über 5000 m und 4000 Hm im Grad 7a  (2014, dafür Auszeichnung mit dem Piolet d’Or 2015); Freie Begehung der Route The Nose am El Capitan (5.13b, 2005) mit Beth Rodden und der Route Dawn Wall (5.14d) am selben Berg Kevin Jorgeson (2015).
- Sylvain Millet (* 1978)  – Erster Wiederholer der 9a+-Route Realization (5.15a, 2004); erste freie Begehung von Tough Enough (330 m, 8b+/5.14a); Onsight-Begehungen bis 8b (5.13d).
- Roger Schäli (* 1978)  – Erste freie Begehung der Japaner Direttissima an der Eiger-Nordwand (8a/5.13a); Erstbegehung von Magic Mushroom (7c+/5.12d) an der Eiger-Nordwand; Rotpunktbegehung von Freerider (5.12d) am El Capitan; Routen bis zum X. Grad; Teamspeed-Rekord von 4:25 Std. in der Heckmair-Route an der Eiger-Nordwand (2011).
- Bernd Zangerl (* 1978)  – Begeher der Boulder New Base Line, Anam Cara und Memento.
- Markus Bock (* 1979)  – Konnte als bislang einziger alle Kletterrouten, welche es zu diesem Zeitpunkt gab, der Fränkischen Schweiz klettern, die schwieriger sind als der X. Grad (UIAA); wiederholte auch die Action Directe; Erstbegehung der Route Corona im Frankenjura (erste deutsche Route im XI+).
- Sonnie Trotter (* 1979)  – Erstbegehung von Forever Expired (9a/5.14d); erste Wiederholung der Trad-Route Rhapsody (E11 7a (Britisch)).

### Geboren 1980 bis 1989
- Patxi Usobiaga Lakunza (* 1980)  – Weltmeister im Lead (2009); Vizeweltmeister im Bouldern (2005, 2007); Europameister im Lead (2008); Sieger des Rockmasters im Lead (2008), Sieger im Lead bei den World Games (2008); erste Onsight-Begehung im Grad 8c+ (5.15c) (2007). Routen bis 9a+ (5.15a) (u. a. La Rambla, 2007).
- Alexandre Chabot (* 1981)  – WM-Dritter im Lead (2005); Europameister im Lead (2000, 2002); Sieger des Rockmasters (2002, 2003, 2004), 21 Weltcupsiege; Routen bis 9a (5.14d).
- Dave Graham (* 1981)  – Routen bis 9a+ (5.15a), darunter Action Directe und Realization.
- Ramón Julián Puigblanque (* 1981)  – Weltmeister im Lead (2007, 2011); Europameister im Lead (2004, 2010, 2015); Gesamtweltcupsieger im Lead (2010); Sieger beim Rockmaster (2005, 2006, 2007, 2009, 2010, 2012, 2013); Erstbegeher von La Rambla (9a+/5.15a).Chris Sharma, 2015, erreichte als Erster die Grade 9a+ (5.15a) und 9b (5.15b).

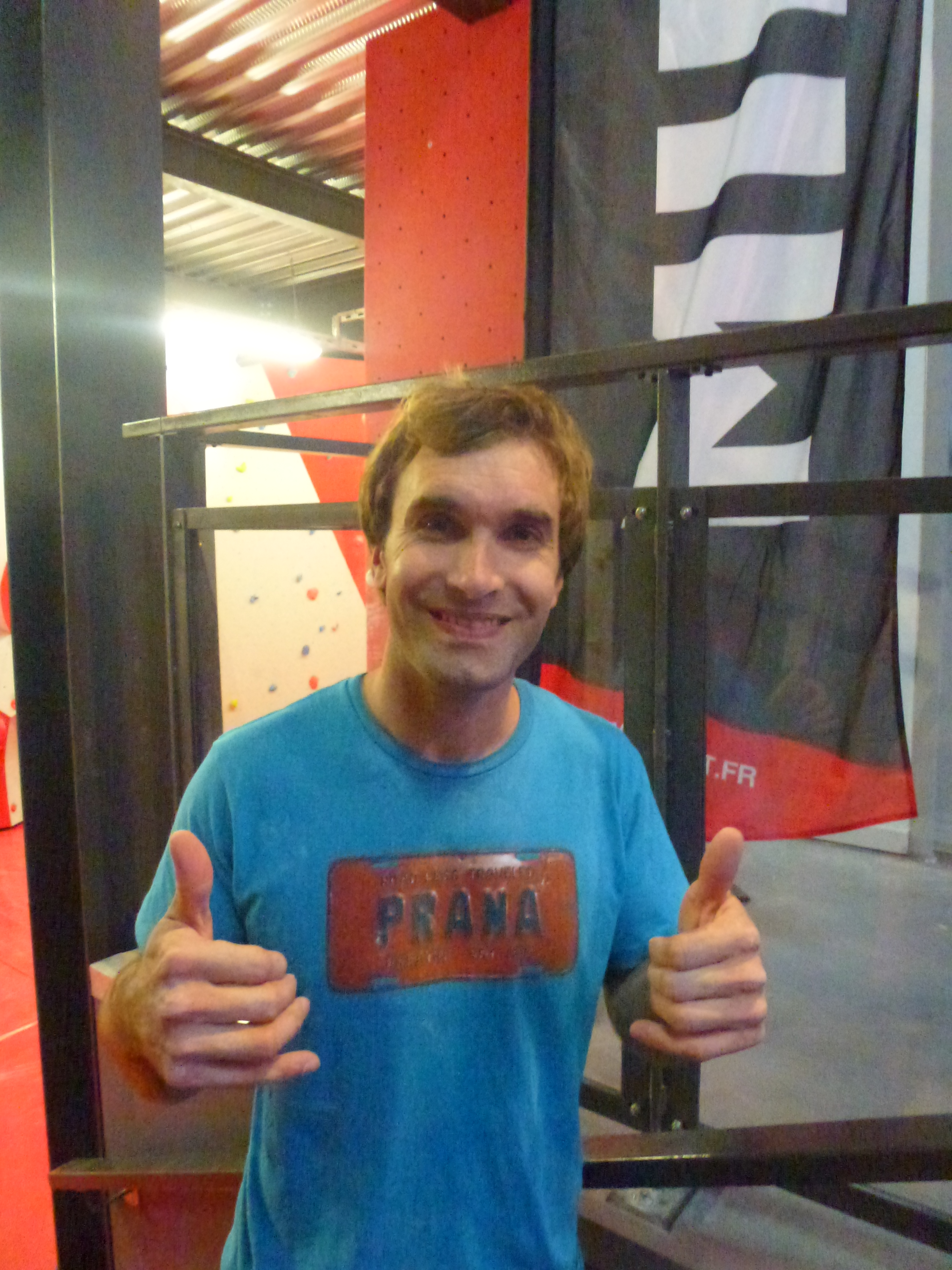
Chris Sharma, 2015, erreichte als Erster die Grade 9a+ (5.15a) und 9b (5.15b).

- Chris Sharma (* 1981)  – Erstbegehung der ersten Route im Grad 9a+ (5.15a), Realization, und der ersten 9b-Route (5.15b), Golpe de Estado,  erste Wiederholung einer 9b+-Route (5.15c), La Dura, Dura.
- Tomáš Mrázek (* 1982)  – Weltmeister im Lead (2003, 2005); Sieger beim Rockmaster (2001); Routen bis 9a+ (5.15a).
- Kilian Fischhuber (* 1983)  – Weltcupgesamtsieger im Bouldern (2005, 2007, 2008, 2009); Vizeweltmeister 2005; Sieger beim Rockmaster (2005, 2008).
- Timo Preußler (* 1983)  – Deutscher Meister im Bouldern (2003) und im Lead (2005), Sieg beim Weltcup in Kuala Lumpur 2006.
- Sergey Sinitsyn (* 1983)  – Gesamtweltcupsieger im Speed (2004, 2007 und 2009); Sieger beim Rockmaster (2006).
- Daniel Jung (* 1983)  – Deutscher Meister im Lead (2004); Erstbegehungen bis 9a (5.14d) und Wiederholungen bis 9a+ (5.15a).
- Hansjörg Auer (1984–2019)  – Free-Solo-Begehung der Route Weg durch den Fisch (IX−) an der Marmolata.
- Markus Bendler (* 1984)  – Weltmeister im Eisklettern (2007); Erstbegehung von Mongo (9a/5.14d) sowie Mixedrouten bis M13+.
- Manuel Escobar (* 1984)  – Erfolgreichster Lateinamerikanischer Wettkampfkletterer; zwei Weltcupgewinne im Speed.
- Cédric Lachat (* 1984)  – Vizeweltmeister in der Kombination (2007); Europameister im Bouldern (2008, 2010) und in der Kombination (2010); Sieger beim Rockmaster im Bouldern (2010); Routen bis 9a (5.14d), u. a. Underground (9a/5.14d) und Hotel Supramonte (8b, 10 Seillängen).

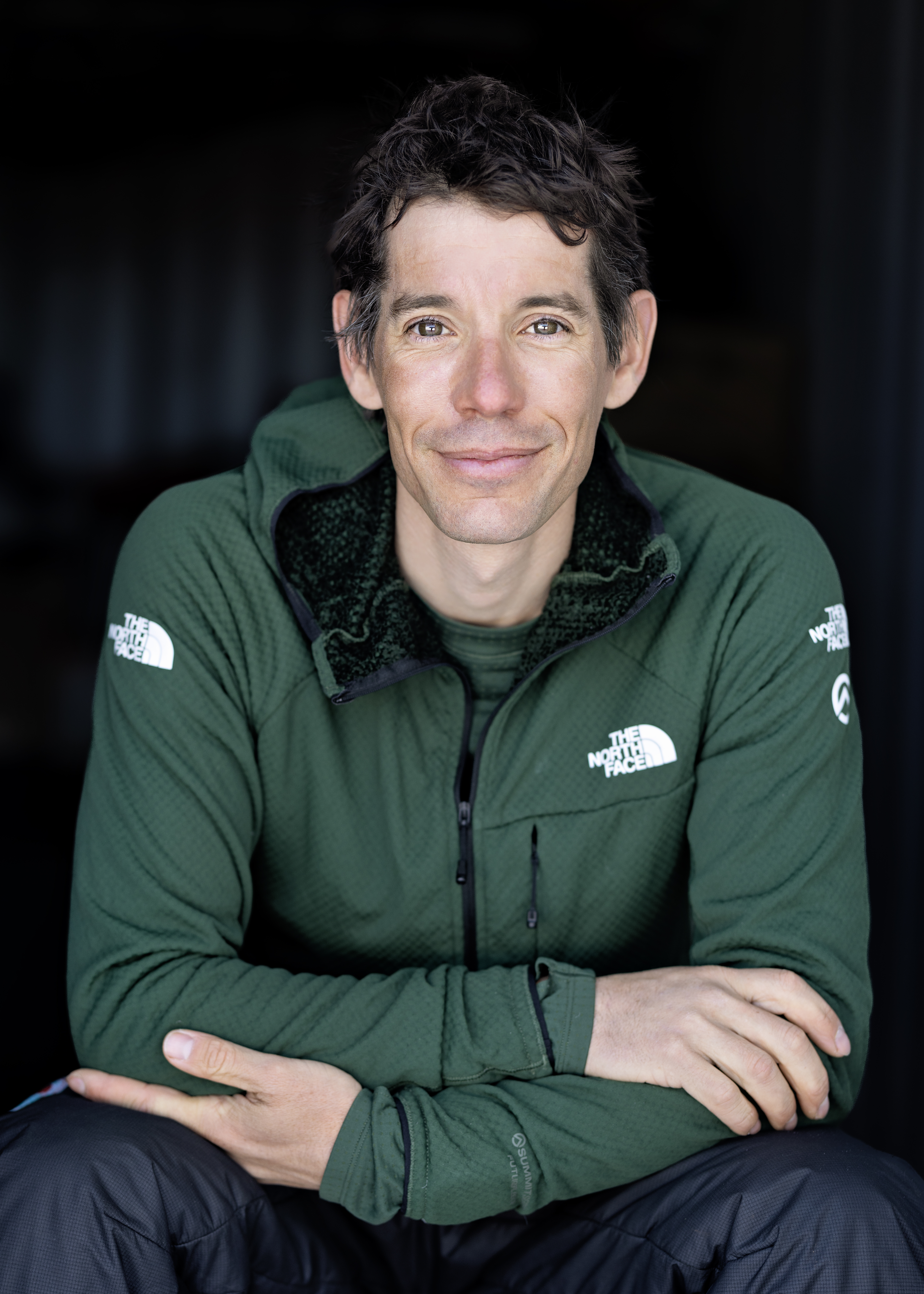
Alex Honnold, 2023.

- Alex Honnold, 2023.Bassa Mawem (* 1984)  – Achter bei den Olympischen Sommerspielen 2020, obwohl er sich bereits in der Qualifikation eine Verletzung zugezogen hatte und daher das Finale verpasste.
- Alex Honnold (* 1985)  – zahlreiche Speed- und Free-Solo-Begehungen, u. a. die  ungesicherte Begehung der Route Freerider am El Capitan (siehe: Free Solo).
- Jorg Verhoeven (* 1985)  – Jugendweltmeister 2004, Weltcupgesamtsieger 2009.
- Jonas Baumann (* 1986)  – Mehrfacher deutscher Meister im Bouldern sowie im Lead- und Speedklettern. Fünfter beim Speedweltcup in Dresden 2007, Fünfter beim Boulderweltcup 2008 in Moskau, Dritter beim Boulderweltcup 2007 in Erlangen, Sieg beim Boulderweltcup in Vail (USA) 2009 – damit erster Deutscher der einen Boulderweltcup gewinnen konnte.
- Nalle Hukkataival (* 1986)  – Begehung des ersten mit 9A (V17) bewerteten Boulders, Burden of Dreams (2016).
- Evgeny Vaytsekhovsky (* 1986)  – Weltcupgesamtsieger im Speed (2005, 2006, 2008), Weltmeister im Speed (2005), Sieger des Rockmaster (2007).
- Magnus Midtbø (* 1988)  – elffacher Norwegischer Meister im Lead (2005–2015); Routen bis 9b (5.15b).
- Sachi Amma (* 1989)  –  WM-Dritter im Lead (2014); Asienmeister im Lead (2008), Rockmaster im Lead (2014); Routen bis 9b (5.15b).
- Qixin Zhong (* 1989)  – Mit 6,40 s ehemaliger Weltrekordhalter (2010) im 15 m Speedklettern.

### Geboren 1990 bis 1999

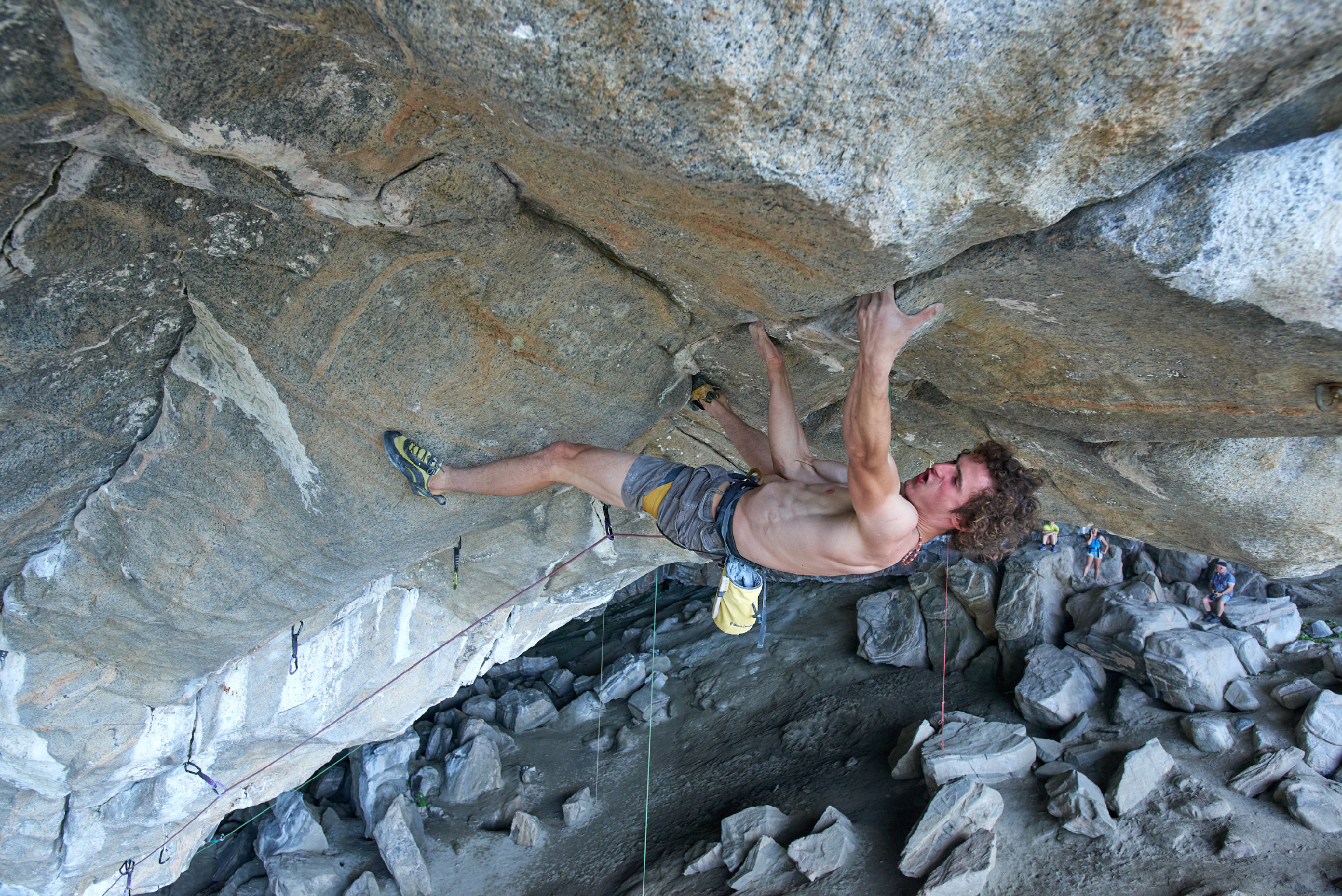
Adam Ondra, beim Klettern der derzeit schwersten Kletterroute, Silence (9c/5.15d).

- David Lama (1990–2019)  – Im Alter von 16 Jahren mehrfacher Lead- und Boulder-Weltcupsieger; Europameister im Lead (2006) und im Bouldern (2007); onsight-Begehungen bis 8b+ (5.14a).
- Jakob Schubert (* 1990)  – Weltmeister im Lead (2012, 2018, 2021, 2023) und in der Kombination (2018, 2023); Gesamtweltcupsieger im Lead (2011, 2014, 2018); Bronze bei den Olympischen Sommerspielen 2020 und 2024; Routen bis zum Grad 9c (5.15d), Boulder bis zum Grad 9A (V17).
- Mickaël Mawem (* 1990)  – Fünfter bei den Olympischen Sommerspielen 2020; Weltmeister im Bouldern (2023).
- Pete Whittaker (* 1991)  – Erstbegehung der Offwidth-Route Century Crack (5.14b, 2011); erste Solobegehung der Route Freerider in unter 24 Stunden (20 Stunden 6 Minuten, 2016); Spezialist für Rissklettern.
- Jan Hojer (* 1992)  – Europameister im Bouldern (2015, 2017); Deutscher Meister im Lead (2008) und im Bouldern (2011, 2014, 2015, 2016); Begehung der Route Action Directe (9a/5.14d).
- Sébastien «Seb» Bouin (* 1993)  – Begehung der zweiten unbestätigten 9c-Route, DNA (2022); weitere Routen im Schwierigkeitsgrad 9b (5.15b) und 9b+ (5.15c).
- Stefano Ghisolfi (* 1993)  – Gesamtweltcupsieger im Lead (2021); Routen bis 9b+ (5.15c); Boulder bis 8B+ (V14).
- Alexander Megos (* 1993)  – erste Onsight-Begehung einer Route im Grad 9a (5.14d) (2013), Estado Critico; La Rambla (9a+/5.15a) im zweiten Versuch; Erstbegehung von Bibliographie (9b+).
- Adam Ondra (* 1993)  – Erstbegehung der derzeit schwersten Route im Grad 9c (5.15d), Silence (2017) sowie weiterer Routen in den Graden 9b (5.15b) und 9b+ (5.15c); Weltcupgesamtsieger im Lead (2009, 2015, 2019), Bouldern (2010) und der Kombination (2009, 2010, 2015); Weltmeister im Bouldern (2014) und Lead (2014, 2016, 2019); Europameister im Lead (2019, 2022); mehrere Altersrekorde.
- Reza Alipourshenazandifar (* 1994)  – mit 5,48 Sekunden ehemaliger Weltrekordhalter (2017) im Speedklettern.
- Enzo Oddo (* 1995)  – Jüngster Kletterer der Realization (9a+/5.15a); Erstbegehung von La Schnurrbart qui Fache (9a+/5.15a).
- Sean Bailey (* 1996)  – Dritte Begehung der Route Bibliographie (9b+/5.15c) (2021); mehrere 9a+ (5.15a); drei Weltcupsiege.
- Chon Jongwon (* 1996)  – Gesamtweltcupsieger im Bouldern (2015, 2017); Vizeweltmeister im Bouldern (2018).
- Charles Albert (* 1997)  – Barfuss-Wiederholungen von Bouldern bis 8C+; Erstbegehung L'Ombre du Voyageur (9A, noch unbestätigt).
- Nathaniel Coleman (* 1997)  – US-amerikanischer Meister im Bouldern (2016, 2017, 2018); Zweiter bei den Olympischen Sommerspielen 2020.
- Veddriq Leonardo (* 1997)  – Erster Mensch, der die 15-m-Speedroute unter 5 s klettern konnte; Rekordhalter im Speed mit 4,90 s (Stand: 8. August 2023); Asienmeister im Speed (2019).
- Simon Lorenzi (* 1997)  – Boulder bis 9A (V17), darunter die Erstbegehung von Soudain Seul (2021).
- William «Will» Bosi (* 1998)  – Boulder bis 9A (V17), darunter erste Wiederholung des ersten 9As, Burden of Dreams; Routen bis 9b+ (5.15c).
- Sascha Lehmann (* 1998)  – Europameister im Lead 2020, mehrere Routen mit dem Grad 9a (5.14d).
- Shawn Raboutou (* 1998)  – Boulder bis 9A (V17), darunter die Erstbegehungen von Alphane und Megatron Project (beide 2022).
- Aidan Roberts (* 1998)  – Boulder bis 9A (V17), darunter erste Wiederholung des Boulders Alphane (2022).
- Kai Harada (* 1999)  – Weltmeister im Bouldern (2018).

### Geboren nach 2000
- Kiromal Katibin (* 2000)  – Zweiter bei den World Games im Speed (2022); ehemaliger Weltrekordhalter über 15 m mit 5,04 s.[1]
- Matteo Zurloni (* 2002)  – Weltmeister im Speedklettern (2023); mit 5.02 s Europarekordhalter (Stand: 10. August 2023).
- Colin Duffy (* 2003)  – Siebter bei den Olympischen Sommerspielen 2020; vierter bei den Olympischen Sommerspielen 2024.
- Toby Roberts (* 2005)  – Jugendeuropameister im Bouldern (2019); Vizejugendweltmeister im Bouldern und im Lead (2022); Gold bei den Olympischen Sommerspielen 2024; Routen bis 9a (5.14d).
- Sorato Anraku (* 2006)  – Vizeweltmeister im Lead (2023); Gesamtweltcupsieger im Bouldern (2023, 2024) und im Lead (2023); Jugendweltmeister im Lead (2021; 2022); Silber bei den Olympischen Sommerspielen 2024.

## Frauen

### Geboren vor 1960

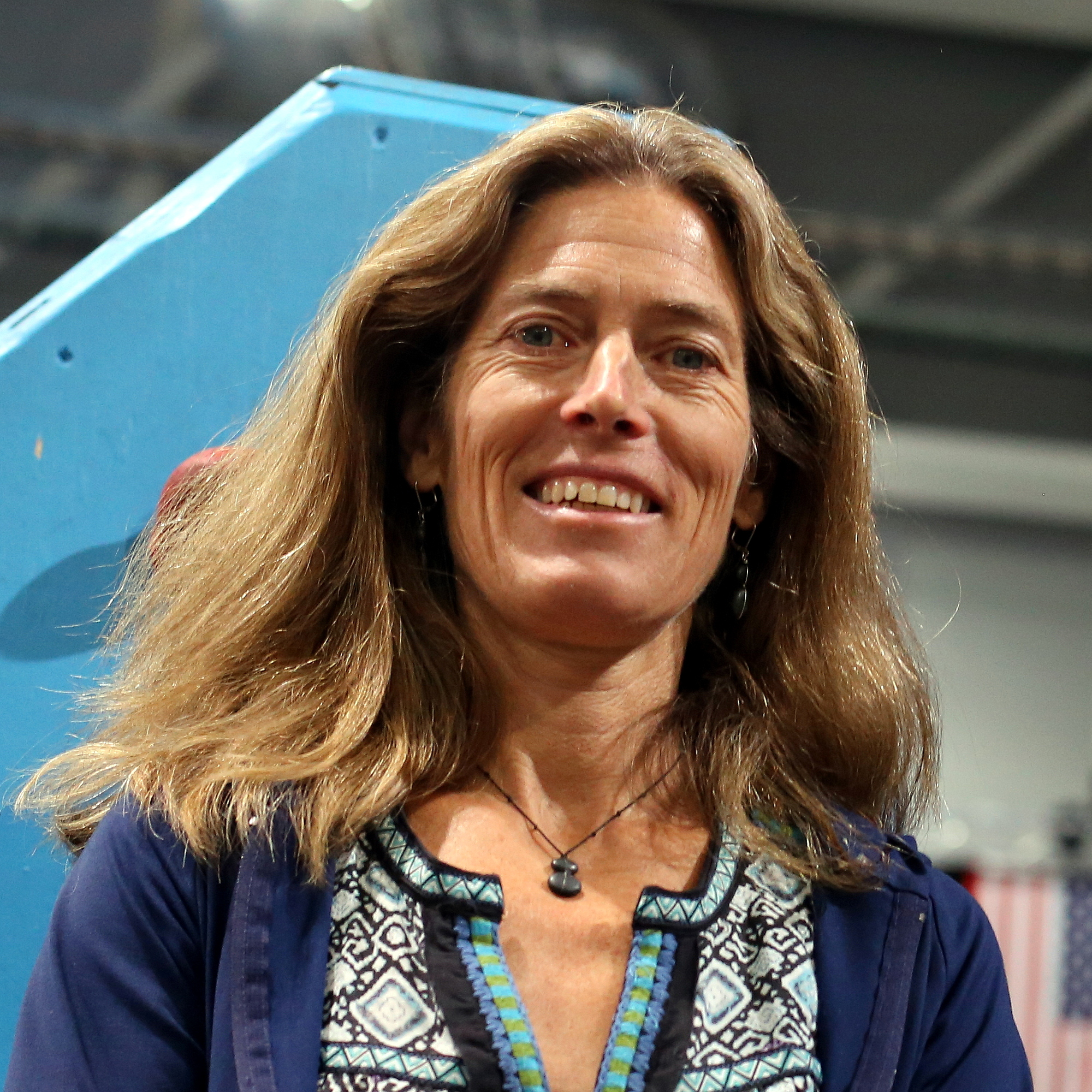
Lynn Hill, 2015.

- Christine Gambert (* 1955)  – erste Europäerin, die ein Route im Grad 7c+ kletterte (1985) und erste Wiederholung im Grad 8a (1987) (Rêve de papillon)
- Louise Shepherd (* 1958)  – erste weibliche Begehung der Route Separate Reality (1981).
- Barbara Hirschbichler (* 1959)  – Begehung von Routen in den Graden IX+ (1989), X− (1994) und X (1995) als erste Deutsche.

### Geboren 1960 bis 1969
- Catherine Destivelle (* 1960)  – Erste weibliche Begehung im Grad 8a+ (5.13c) (1988), erste weibliche Winter-Solo-Begehung der Eiger-Nordwand (1992) des Grandes Jorasses (1993) und des Matterhorns (1994); Siegerin des Sportroccias im Lead (1985, 1986, 1988); erste weibliche Gewinnerin des Piolet d’Or (2020).
- Luisa Iovane (* 1960)  – Erste weibliche Erstbegehung im Grad 8a (5.13b) (1986); Alpinbegehungen bis IX-/IX; achtfache italienische Meisterin im Lead.
- Nanette Raybaud (* 1960)  – Erste Weltcupgesamtsiegerin im Lead (1989).
- Bobbi Bensman (* 1961)  – Zahlreiche Wiederholungen bis zum Grad 8a+/8b (5.13c/d).
- Andrea Eisenhut (* 1961)  – Erste weibliche Begehung im Grad IX; erste Deutsche die im Grad IX+/X− kletterte; Deutsche Meisterin 1991.
- Lynn Hill (* 1961)  – Erste freie Begehung der Route The Nose am El Capitan  (1993). Erste weibliche Begehung im Grad 8b+ (5.14a) (1990); erste weibliche onsight-Begehung im Grad 8a (5.13b) (1992); Gewinnerin des Rock Masters (1987, 1988, 1989, 1990, 1992).
- Robyn Erbesfield-Raboutou (* 1963)  – Weltcupgesamtsiegerin im Lead (1992, 1993, 1994 und 1995), Weltmeisterin (1995), Siegerin des Rockmasters (1994); Routen bis im Grad 8b+ (5.14a).
- Corinne Labrune (* 1965)  – Dritte weibliche Begehung im Grad 8b (5.13d); erste weibliche onsight-Begehung im Grad 7c (5.12d).

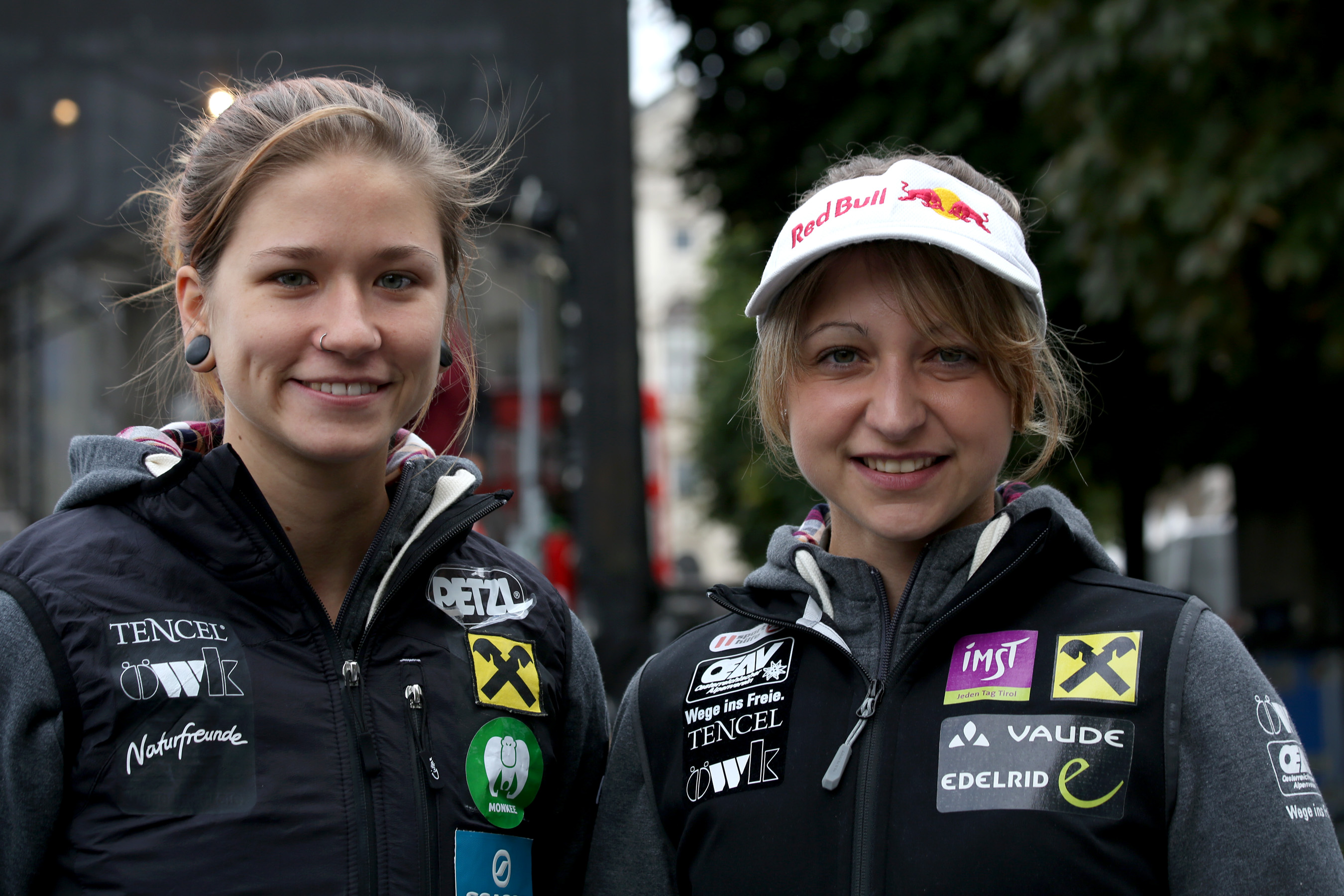
Johanna Ernst und Angela Eiter, 2013.

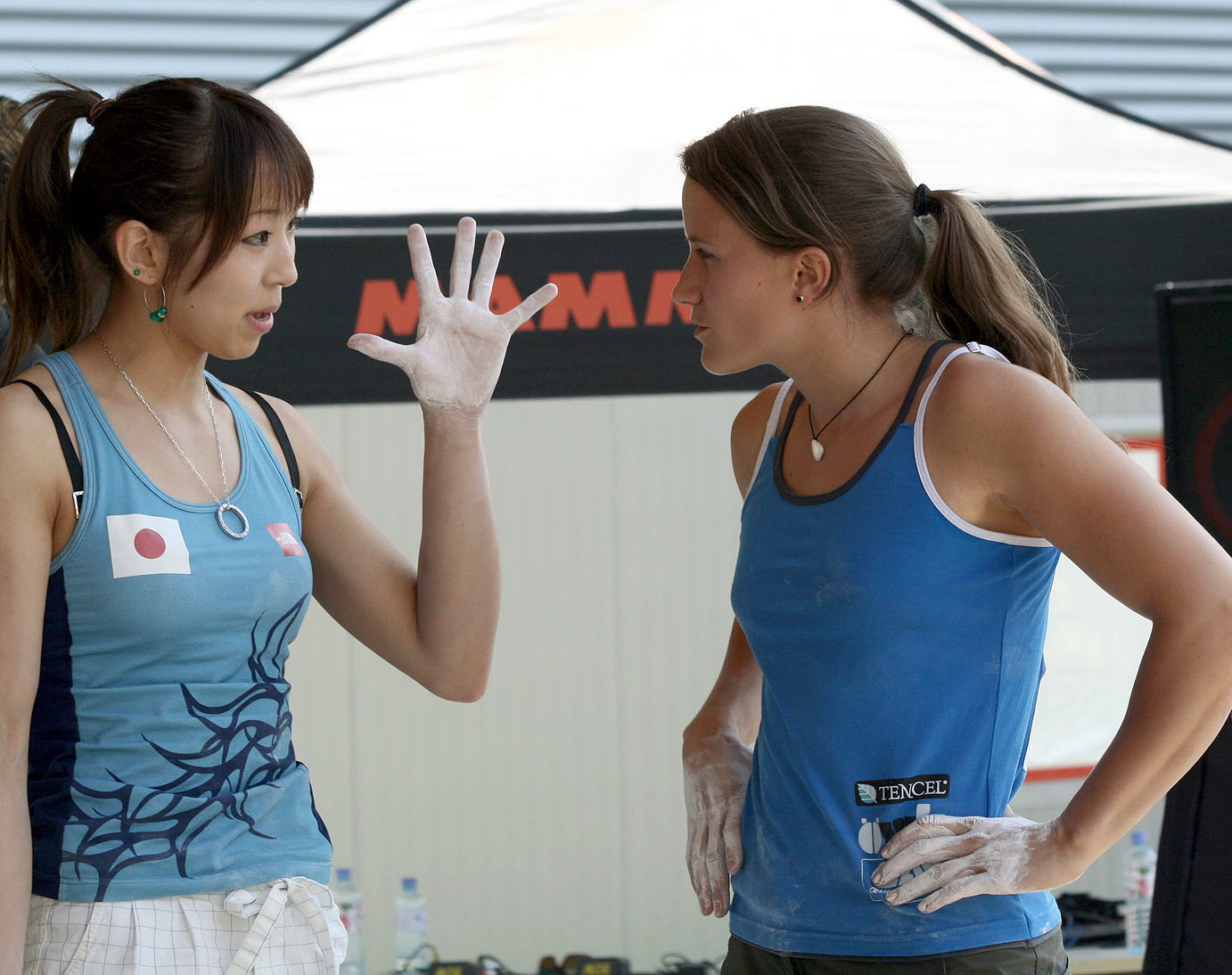
Akiyo Noguchi und Anna Stöhr, 2010.

- Susi Good (* 1966)  – Weltmeisterin im Lead (1991, 1993); Europameisterin im Lead (1992), Schweizer Meisterin im Lead (1991, 1992 und 1993); zweite Frau im Grad 8b+ (5.14a).
- Tamara Schlemmer (* 1966)  – Erstbegeherin der Routen Face to Face (IX−) und Nimue (IX−/IX); erste Frau mit deutscher Routenbauerlizenz.[2]
- Isabelle Patissier (* 1967)  – Erste weibliche Begehung einer Route im Grad 8b (5.13d) (1988); Gesamtweltcupsiegerin im Lead (1990, 1991); Vizeweltmeisterin im Lead (1992); Siegerin beim Rockmaster (1991).
- Marietta Uhden (1968–2014)  – Elffache deutsche Meisterin; kletterte als dritte Frau im Grad XI−.

### Geboren 1970 bis 1979
- Angela Striecks (* 1970)  – Deutsche Meisterin im Lead (1994); Routen bis zum Grad X.[2]
- Josune Bereziartu (* 1972)  – Erste weibliche Begehung einer Route im Grad 9a+ (5.15a) (2005); Onsight-Begehungen bis 8b+ (5.14a).
- Steph Davis (* 1973)  – Erste freie, weibliche Begehung der Salathe-Route am El Capitan (8a; 5.13b).
- Ines Papert (* 1974)  – Gesamtweltcupsiegerin im Eisklettern (2001, 2003, 2006); Weltmeisterin im Eisklettern (2002, 2004); Europameisterin im Eisklettern (2005).
- Muriel Sarkany (* 1974)  – Weltmeisterin im Lead (2003); Europameisterin im Lead (1998) Gesamtweltcupsiegerin im Lead (1997, 1999, 2001, 2002, 2003).

- Martina Čufar (* 1977)  – Weltmeisterin im Lead (2001); Routen bis zum Grad 8c (5.14b).
- Liv Sansoz (* 1977)  – Weltmeisterin im Lead (1997, 1999); Europameisterin im Lead (1996); Gesamtweltcupsiegerin im Lead (1996, 1998 und 2000).
- Tatiana Ruyga (* 1978)  – Gesamtweltcupsiegerin im Speed (2006, 2007).
- Katrin Sedlmayer (* 1978)  – Europameisterin im Lead (2000).

### Geboren 1980 bis 1989
- Beth Rodden (* 1980)  – zweite freie Begehung von The Nose mit Tommy Caldwell (2005); Routen bis 8c+ (5.14c) (2008).
- Sarah Kampf (* 1981)  – Routen bis 8c (5.14b) (2009).
- Sandrine Levet (* 1982)  – Gesamtweltcupsiegerin im Bouldern (2000, 2001, 2003, 2004, 2005); Weltmeisterin im Bouldern (2003); Europameisterin (2002); Siegerin des Rockmasters im Lead (2002, 2006).
- Natalija Gros (* 1984)  – Routen bis zum Grad 8c+ (5.14c).
- Maja Vidmar (* 1985)  – Gesamtweltcupsiegerin im Lead (2007); WM-Dritte im Lead (2007, 2009) Vizeeuropameisterin (2008); Routen bis zum Grad 8c (5.14b).
- Nina Caprez (* 1986)  – mehrere Schweizer Meistertitel, Routen bis zum Grad 8c+ (5.14c).
- Angela «Angy» Eiter (* 1986)  – erste weibliche Begehung einer Route im Grad 9b (5.15b); Onsight-Begehung im Grad 8b+ (5.14a); Gesamtweltcupsiegerin im Lead (2004, 2005, 2006), Weltmeisterin im Lead (2005, 2007, 2011, 2012), Europameisterin im Lead (2010); 25 Weltcupsiege im Lead; Siegerin des Rockmasters (2003, 2004, 2005, 2007, 2009, 2011).
- Alizée Dufraisse (* 1987)  – Routen bis zum Grad 8c+/9a (5.14c/5.14d); EM-Dritte im Lead (2010).
- Chloé Graftiaux (1987–2010)  – Zweifache Weltcupsiegerin im Bouldern; mehrfache belgische Meisterin.
- Mina Markovič (* 1987)  – Europameisterin im Lead (2015); Vizeweltmeisterin im Lead (2014); Siegerin des Rockmasters im Lead (2013); Siegerin der World Games im Lead (2013).
- Dörte Pietron (* 1981)  – Routen bis 8c+, erste Deutsche die eine Route im Grad 8c+ einrichtet und erstbegeht (2024), Mehrseillängen-Erstbegehungen bis 8c
- Anna Stöhr (* 1988)  – Gesamtweltcupsiegerin im Bouldern (2008); Weltmeisterin im Bouldern (2007 und 2011).
- Barbara „Babsi“ Zangerl (* 1988)  – Sportkletterrouten bis 9a; traditionelle Routen bis 8c+; Bigwall bis 8b+.
- Hazel Findlay (* 1989)  – Traditionelle Routen bis 8c+; Sportkletterrouten bis 9a; Gewinnerin des Golden Piton Award 2013.
- Akiyo Noguchi (* 1989)  – Bronzemedaillen-Gewinnerin bei den Olympischen Sommerspielen 2020; Asienmeisterin im Bouldern (2006, 2009, 2010, 2016), im Lead (2016) und in der Kombination (2018); Gesamtweltcupsiegerin im Bouldern (2009, 2010, 2014, 2015); 21 Weltcupsiege im Bouldern.
- Mélissa Le Nevé (* 1989)  – erste weibliche Begehung der Routen Action Directe (9a/5.14d) und Wallstreet (8c/5.14b).
- Alex Puccio (* 1989)  – Vizeweltmeisterin im Bouldern (2014); Siegerin beim Rockmaster (2012, 2013, 2014); Boulder bis 8B+ (V14).
- Elnaz Rekabi (* 1989)  – WM-Bronze (2011); Vize-Asienmeisterin (2013), erregte große mediale Aufmerksamkeit, als sie bei den Asienmeisterschaften 2022 trotz des Verbots durch die iranische Regierung ohne Kopftuch antrat.

### Geboren 1990 bis 1999

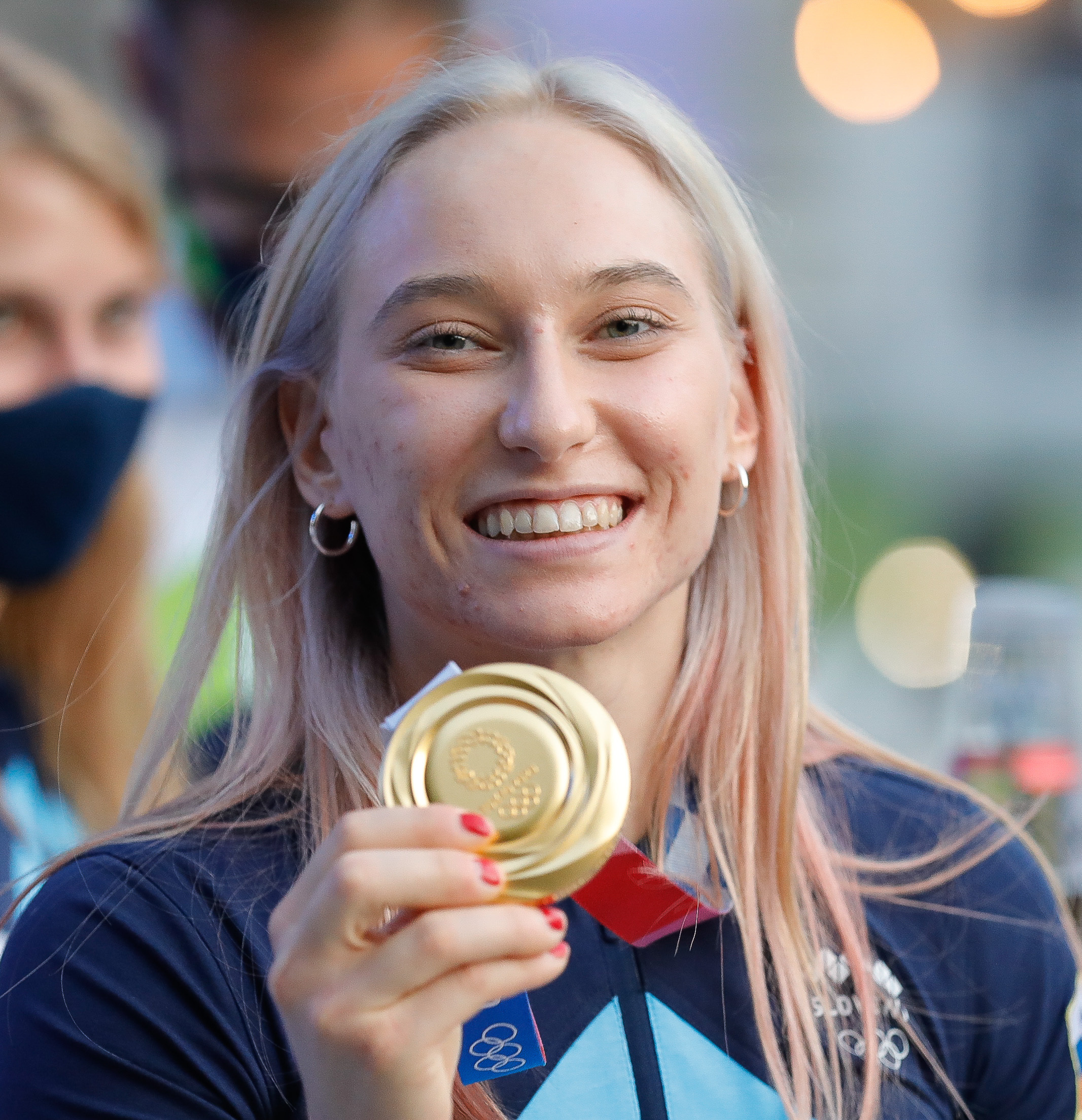
Janja Garnbret mit ihrer Olympia-Goldmedaille 2021.

- Juliane Wurm (* 1990)  – Weltmeisterin im Bouldern (2014); Vizeeuropameisterin im Bouldern (2010); WM-Dritte im Bouldern (2011).
- Katherine Choong (* 1992)  – Erste Begehung einer Route im Grad 9a (5.14d) einer Schweizerin.
- Sasha DiGiulian (* 1992)  – Dritte Frau, die eine 9a (5.14d) kletterte; Vizeweltmeisterin im Bouldern (2011); Panamerikanische Meisterin im Lead (2010, 2012), Bouldern (2012) und in der Kombination (2010, 2012).
- Petra Klingler (* 1992)  – Weltmeisterin im Bouldern (2016); EM-Dritte im Bouldern (2017); Weltmeisterin im Eisklettern (2022).
- Johanna Ernst (* 1992)  – Gesamtweltcupsiegerin im Lead (2008, 2009); Weltmeisterin im Lead (2009); Europameisterin im Lead (2008) und Rockmaster-Siegerin im Lead (2008).
- Shauna Coxsey (* 1993)  – Gesamtweltcupsiegerin im Bouldern (2016, 2017); WM-Dritte im Bouldern (2019) und in der Kombination (2019); 30 Podestplätze im Weltcup.
- Anouck Jaubert (* 1994)  – Sechste bei den Olympischen Sommerspielen 2020;  Vizeweltmeisterin im Speed (2016); Europameisterin (2015) im Speed; mit 15 Weltcupsiegen Rekordsiegerin im Speed (Stand: 8. August 2023).
- Aleksandra Mirosław (* 1994)  – Vierte bei den Olympischen Sommerspielen 2020; Weltmeisterin im Speed (2018, 2019); Europameisterin im Speed (2022); Weltrekordhalterin mit 6,25 s (Stand: 8. August 2023).
- Sol Sa (* 1994)  – Vizeweltmeisterin in der Kombination (2018).
- Jessica Pilz (* 1996)  – Weltmeisterin im Lead (2018) und in der Kombination (2021); Europameisterin in der Kombination (2015); Siebte bei den Olympischen Sommerspielen 2020; Bronzemedaille bei den Olympischen Sommerspielen 2024; Siegerin der World Games im Lead (2022).
- Anak Verhoeven (* 1996)  – erste weibliche Erstbegehung und zweite weibliche Begehung einer Route (Sang neuf) im Grad 9a+ (5.15a) (2017); Vizeweltmeisterin im Lead (2016); Europameisterin im Lead (2017); Siegerin der World Games im Lead (2017).
- Staša Gejo (* 1997)  – Europameisterin im Bouldern (2017); Vizeeuropameisterin in der Kombination (2020); Siegerin der World Games im Bouldern (2017).
- Katie Lamb (* 1997)  – erste weibliche Begehung eines Boulders (Box Therapy) im Grad 8C+ (V16) (2023).
- Miho Nonaka (* 1997)  – Silbermedaillengewinnerin bei den Olympischen Sommerspielen 2020; WM-Zweite im Bouldern (2016); Asienmeisterin im Bouldern (2014, 2015); Siegerin der World Games im Bouldern (2022).
- Jana Švecová (* 1997)  – Boulderbegehungen bis 8C (Nova, 2023).
- Margo Hayes (* 1998)  – erste weibliche Begehung einer Route (La Rambla) im Grad 9a+ (5.15a) (2017).
- Janja Garnbret (* 1999)  – Olympiasiegerin in der Kombination (2020 und 2024); Weltmeisterin im Bouldern (2018, 2019, 2023), Lead (2016, 2019) und in der Kombination (2018, 2019, 2023); Gesamtweltcupsiegerin im Bouldern (2019) und Lead (2016, 2017, 2018, 2021, 2022); Europameisterin im Bouldern (2022), Lead (2022) und in der Kombination (2022); Rekordsiegerin im Kletterweltcup.

### Geboren nach 2000
- Mia Krampl (* 2000)  – Vizeweltmeisterin im Lead (2019, 2021); Vizeeuropameisterin in der Kombination (2022).
- Eva Maria Hammelmüller (* 2000)  – Jugendeuropameisterin im Lead (2016) und der Kombination (2016); Routen bis 8c+ (5.14c).
- Natalia Grossman (* 2001)  – Weltmeisterin im Bouldern (2021); Gesamtweltcupsiegerin im Bouldern (2021, 2022, 2023).
- Laura Rogora (* 2001)  – WM-Dritte im Lead (2021); EM-Silber im Lead (2019); Routen bis 9b (5.15b), als zweite Frau nach Angela Eiter.
- Brooke Raboutou (* 2001)  – Fünfte bei den Olympischen Sommerspielen 2020; Silber bei den Olympischen Sommerspielen 2024; WM-Dritte im Bouldern (2023); Routen bis 8c+ (5.14c); Boulder bis 8B+ (V14).
- Ashima Shiraishi (* 2001)  – Routen bis 9a/+ (5.14d/5.15a); erste weibliche Begehung eines Boulders im Grad 8C (V15) (2015).
- Luce Douady (2003–2020)  – Jugendweltmeisterin im Lead (2019).
- Ai Mori (* 2003)  – Weltmeisterin im Lead (2023); Vierte bei den Olympischen Sommerspielen 2024.
- Seo Chae-hyun (* 2003)  – Weltmeisterin im Lead (2021); Asienmeisterin im Lead (2019, 2022), Bouldern (2019) und Kombination (2022); 8. Platz bei den Olympischen Sommerspielen 2020.
- Angelina «Angie» Margarita Scarth-Johnson (* 2004)  – Routen bis 9a (5.14d).
- Oriane Bertone (* 2005)  – Vizeweltmeisterin im Bouldern (2023); Routen bis 8c+ (5.14c); Boulder bis 8C (V15); mehrere Altersrekorde.